# Rugby league
El rugby league o rugby a 13 es un deporte de equipo jugado por dos equipos de 13 jugadores, cuyo objetivo es anotar puntos apoyando la pelota en la zona de anotación o pateándola entre los palos. El rugby league (rugby a 13) y el rugby union (rugby a 15) se consideran dos deportes diferentes.
El rugby league es gestionado por la Rugby League International Federation, a diferencia de las otras dos variantes del rugby, que lo son por la World Rugby.
Es un deporte que goza de buena popularidad en Australia, Fiyi, Reino Unido, Nueva Zelanda, Papúa Nueva Guinea (único país donde es el deporte más popular), Samoa y Tonga, además también se practica en otros países del mundo (Canadá, Estados Unidos, Francia, Jamaica, Sudáfrica, etc.).

## Historia
Surge en el norte de Inglaterra, durante 1895, por problemas de pago a los jugadores, ya que la Rugby Football Union decidió dejar de facilitar dinero a algunos equipos de dicho país alegando que el deporte era de aficionados. Tras este acontecimiento, surge la Northern Rugby Football Union. Tras esto, la NRFU en busca de un juego más dinámico, anula el saque de banda y redujo el valor de las conversiones de 3 a 2 puntos. Desde ese entonces se llevaron a cabo muchas modificaciones en el deporte, entre ellas reducir el número de jugadores por equipo en campo de 15 a 13.
Para 1910 el deporte ya era conocido en Australia y Nueva Zelanda quienes formaron asociaciones conocidas como Rugby Leagues y usaron las reglas modificadas de la Unión del Norte. La Unión del Norte cambió su nombre a Rugby Football League en 1922.
En 1948 surge la International Rugby League Board en Burdeos, Francia.
En 1954 se disputa la primera edición de la Copa del mundo en Francia, donde el Reino Unido se proclamó campeón tras vencer a Francia 16 a 12.
Los equipos estaban compuestos principalmente de trabajadores mineros del norte, para quienes era muy difícil tomar tiempo libre del trabajo; no estaban siendo proporcionados reembolsos u otras compensaciones, y era muy complejo para los clubes formar equipos competitivos. Los clubes en el sur de Inglaterra, sin embargo, contaban con jugadores de las clases altas, por lo que dichos jugadores no tenían problemas de trabajo.
En 1892, se lanzaron acusaciones de falta de profesionalismo, primero contra Preston, que había ofrecido dinero a dos jugadores por haber cambiado de clubes, y seguidamente ocurrió lo mismo con los clubes de Bradford, Leeds, y Yorkshire, después de que los jugadores que habían ausentado necesariamente de trabajo para jugar fueron recompensados.
Características de la cancha: 120 (100 sin las dos áreas de metas) a 68 metros en el centro del campo es la línea de mitad de (50 metros), mientras que cada diez metros hay una línea adicional. En la línea de dos goles, las puertas están presentes, que tienen la característica forma de 'H'.
El 29 de agosto de 1895, los representantes de veintidós clubes del norte se reunió en el George Hotel en Huddersfield para organizar la Unión de Rugby del Norte Fútbol (NRFU), que más tarde, en 1922, se convirtió en la Liga de Fútbol Rugby. 1895 aún se define el año del cisma que llevó a la creación de dos versiones distintas de rugby: rugby (el tradicional juego de 15) y la liga de rugby (que inicialmente también 15 jugadores y con el mismo reglas, en 1907 se convirtió en un juego diferente, con trece jugadores y diferentes reglas).
A principios del siglo XX, la liga de rugby también se extendió en el sur del continente: en 1905, George William Smith (miembro de los originales de los All Blacks, que realizó una gira de conciertos en Gran Bretaña) entró en contacto con el juego y con el empresario NFRU australiano James J. Giltinan discutió sobre una extensión hipotética de rugby profesional en Oceanía.
En agosto de 1907, Sydney acogió un encuentro que marcó el nacimiento de la Wales Rugby Football League Nuevo Sur, mientras que unos pocos meses después de la formación de los jugadores de Nueva Zelanda (conocido como el All Golds) jugaron en una serie de juegos en el Reino Unido cuando fue utilizado el Reglamento de NFRU.
En pocos años, la liga de rugby se extendió por gran parte del continente meridional en 1909 se fundó oficialmente la New Zealand Rugby League, y en 1924 volvió a la vida el Australiano Rugby Board Liga de Control, que unos años más tarde se convirtió en la Liga de Rugby de Australia.
En los años treinta, el juego llegó a Francia, el país donde la unión de rugby estaba pasando por un momento difícil debido a algunas acusaciones de profesionalidad, el equipo nacional francés fue expulsado del Torneo de las Cinco Naciones; Por esta razón, muchos jugadores decidieron ir a la liga de rugby.
En 1948 Burdeos fue fundada oficialmente la Rugby League International Federation (RLIF), que pronto se convirtió en el organismo mundial de la disciplina que rige: en 1954, Francia fue sede de la primera Copa del Mundo (el evento ganado por el Reino Unido), por delante de más de treinta 'año del establecimiento del mismo trofeo en lo relativo a la unión del rugby.
La aceptación de profesionalidad desde su creación, la liga de rugby a menudo ha atraído a jugadores de rugby, una disciplina que se ha mantenido de aficionados hasta 1995: durante mucho tiempo, muchos jugadores de rugby fueron a Rugby League, la firma de contratos lucrativos; para indicar este paso, en Gran Bretaña se utilizó la expresión para ir del Norte.
Entre los jugadores más célebres cambiaron a Rugby League, sólo tiene que citar a Jonathan Davies, famoso mosca de la mitad de los años ochenta nacionales galeses.

## Leyes y reglas
Dimensiones del terreno de juego
El rugby league se juega por dos equipos en un campo rectangular de dimensiones variables entre 110 a 122 metros de largo, y con un ancho de 68 metros fijo. Las áreas de meta, localizadas al final del campo, con dimensiones de 5 a 11 metros se usan para marcar un try o ensayo, esto reduce el campo de juego a 100 metros entre áreas. En la intersección entre el terreno de juego y cada área de meta se encuentran unos postes en forma de H, los cuales se ubican equidistantes de ambas bandas y poseen 5,50 metros de ancho y 3 metros de alto hasta el travesaño de la H.
Equipos
Cada equipo cuenta con 13 jugadores de campo y 4 sustitutos. Los dos equipos se dividen a su vez en jugadores atacantes y jugadores defensivos. La numeración es del 1 al 13, siendo del 1 al 7 para los defensivos, y del 8 al 13 para los atacantes.
Comienzo del partido y duración del mismo
El encuentro comienza con la patada inicial, donde uno de los dos equipos patea el balón al terreno contrario. El partido se divide en dos tiempos de 40 minutos con un intervalo de 10 minutos de descanso.
Modos de conseguir puntuación
- El try consiste en apoyar el balón en el suelo con las manos sobre o tras la línea del anotación, lo que tiene un valor de 4 puntos. Tras el try, el equipo anotador tiene el derecho de patear el balón hacia la portería adversaria y, si consigue pasarlo entre los dos palos verticales y por encima del travesaño, anota 2 puntos más de conversión.

- También pueden conseguirse puntos tirando a palos tras un golpe de castigo o penalti, que vale 2 puntos.

- Otra alternativa es mediante un drop, que consistente en patear a la portería durante el juego dejando previamente botar el balón en el suelo. Su valor es de 1 punto. El equipo adversario intenta impedir al equipo de ataque realizar este gol obstaculizando al jugador con la pelota.

- La última alternativa puede suceder cuando un jugador recibe una falta al momento de marcar un try, lo cual le convalida el try y le dan la posibilidad de tirar a palos y un penalti. Esta combinación daría 8 puntos, 4 del try, 2 de la conversión y 2 del penal.

Límite de placajes
En 1966 se instauró la regla de los cuatro placajes, cambiada a seis placajes en 1972, por el cual el equipo pierde la posesión si el rival logra dicha cantidad de placajes. Originalmente se formaba una melé si ocurría dicha situación, y en 1983 se lo reemplazó por una entrega directa. El límite de placajes asemeja al deporte fútbol americano y fútbol canadiense, que tienen un límite de cuatro downs. Sin embargo, en el rugby league el juego no se detiene cuando ocurre un placaje.
Cada vez que un equipo juega la pelota el otro debe estar a diez metros o se cobra fuera de juego, con la excepción de dos jugadores llamados "markers" que son los que quedan al lado de la pelota cuando algún jugador es placado. Si no anotaron ningún punto para el último placaje, en general el equipo patea la pelota al campo contrario para obtener ventaja territorial. Si la pelota sale sin botar en la cancha del contrario gana posesión desde donde patearon.
A diferencia del rugby a 15, en el rugby league no se forman rucks para disputar la pelota luego de un placaje, sino que el jugador placado entrega la pelota a un compañero haciéndola rodar por el piso, a la vez que los rivales deben retroceder.

## Diferencias con elrugby union
- Salen 13 jugadores al campo, no 15. Y hay 4 sustitutos y no 8.

- A diferencia del rugby a 15, en el rugby league no se forman rucks para disputar la pelota tras un tackle o placaje, sino que el jugador placado entrega la pelota a un compañero haciéndola rodar por el suelo, a la vez que los rivales deben retroceder.

- No existe el "line" (saque desde la línea lateral) cuando la pelota deja el campo por las bandas. Si la pelota traspasa los límites del terreno de juego se repone con una scrum o melé tirado por el equipo que debería reponer desde la banda.

## Principales certámenes

### Selecciones
El principal evento a nivel mundial es la Copa del Mundo, certamen que reúne los seleccionados de diferentes países y se disputa desde 1954. Además de dicha competencia, existen eventos importantes como el partido que disputan los seleccionados de Australia y Nueva Zelanda, el certamen "cuatro naciones", la Copa Europea (European Cup) y la European Shield, la Copa Asiática y la "Colonial Cup" o Copa Colonial.
| Competencia        | Participantes                       | Organizador/es                                                                 |
| ------------------ | ----------------------------------- | ------------------------------------------------------------------------------ |
| Copa del Mundo     | Mundial                             | RLIF                                                                           |
| Cuatro Naciones    | Mundial                             | Australia Rugby League Comission Rugby Football League New Zeland Rugby League |
| Campeonato Europeo | Europa                              | RLEF                                                                           |
| European Bowl      | Europa                              | RLEF                                                                           |
| Copa del Pacífico  | Pacífico                            | RLIF                                                                           |
| ANZAC Test         | Australia Nueva Zelanda             | Australia Rugby League Comission New Zeland Rugby League                       |
| Copa Colonial      | Estados Unidos Canadá               | RLIF                                                                           |
| Copa Asiática      | Filipinas Tailandia                 | RLIF                                                                           |
| Americas Cup       | Estados Unidos Canadá Jamaica Chile | RLIF                                                                           |

### Clubes
El rugby league es el deporte más popular en Papúa Nueva Guinea, en tanto que en Nueva Zelanda y Fiji es el segundo deporte más popular (detrás del rugby union), al igual que en el norte de Inglaterra, donde se encuentra levemente detrás del fútbol, y es uno de los deportes más populares en Australia. Es bastante popular en el sur de Francia.
Aparte de los mencionados dentro del cuadro, existen ligas de rugby a 13 en distintos países de Europa, Estados Unidos, Canadá, Jamaica, Sudáfrica y varias islas del Pacífico.
| Competencia           | Participantes | Organizador/es                                           |
| --------------------- | ------------- | -------------------------------------------------------- |
| National Rugby League | 16            | Australia Rugby League Comission New Zeland Rugby League |
| Super League          | 14            | Rugby Football League                                    |
| Challenge Cup         | 88            | Rugby Football League                                    |

Desde 2021, solo uno de los doce equipos de la Super League tiene su sede fuera de los condados tradicionales ingleses donde se juega el rugby league (Yorkshire, Cheshire, Gran Mánchester, Merseyside): los Catalans Dragons (de Perpiñán, Francia). Otro equipo de fuera del Reino Unido, el Toulouse Olympique, compite en el sistema de la liga de rugby británica, aunque no en el nivel más alto de la Super League, sino en el Campeonato de segundo nivel.